# Governatore dell'Oklahoma

Stendardo del Governatore

Il Governatore dell'Oklahoma (in inglese: Governor of Oklahoma) è il capo del governo dello stato statunitense dell'Oklahoma.

## Elenco

### Territorio dell'Oklahoma

#### Partiti
Repubblicano (6)
  Democratico (1)
Di seguito l'elenco dei governatori del territorio dell'Oklahoma:
| # | Foto | Nome                     | Mandato          | Mandato          | Partito      | Vicegovernatore    |
| # | Foto | Nome                     | Inizio           | Termine          | Partito      | Vicegovernatore    |
| - | ---- | ------------------------ | ---------------- | ---------------- | ------------ | ------------------ |
| 1 |      | George Washington Steele | 22 maggio 1890   | 18 ottobre 1891  | Repubblicano | Benjamin Harrison  |
| 2 |      | Abraham Jefferson Seay   | 18 ottobre 1892  | 1º febbraio 1892 | Repubblicano | Benjamin Harrison  |
| 3 |      | William Cary Renfrow     | 1º febbraio 1892 | 31 gennaio 1897  | Democratico  | Grover Cleveland   |
| 4 |      | Cassius M. Barnes        | 31 gennaio 1897  | 15 aprile 1901   | Repubblicano | William McKinley   |
| 5 |      | William Miller Jenkins   | 15 aprile 1901   | 30 novembre 1901 | Repubblicano | William McKinley   |
| 6 |      | Thompson Benton Ferguson | 9 dicembre 1901  | 5 gennaio 1906   | Repubblicano | Theodore Roosevelt |
| 7 |      | Frank Frantz             | 5 gennaio 1906   | 16 novembre 1907 | Repubblicano | Theodore Roosevelt |

### Stato dell'Oklahoma

#### Partiti
Repubblicano (6)
  Democratico (21)
Di seguito l'elenco dei governatori dello stato dell'Oklahoma:
| #  | Foto | Nome                  | Mandato          | Mandato          | Partito      |
| #  | Foto | Nome                  | Inizio           | Termine          | Partito      |
| -- | ---- | --------------------- | ---------------- | ---------------- | ------------ |
| 1  |      | Charles N. Haskell    | 16 novembre 1907 | 9 gennaio 1911   | Democratico  |
| 2  |      | Lee Cruce             | 9 gennaio 1911   | 11 gennaio 1915  | Democratico  |
| 3  |      | Robert L. Williams    | 11 gennaio 1915  | 13 gennaio 1919  | Democratico  |
| 4  |      | James B. A. Robertson | 13 gennaio 1919  | 8 gennaio 1923   | Democratico  |
| 5  |      | Jack C. Walton        | 8 gennaio 1923   | 19 novembre 1923 | Democratico  |
| 6  |      | Martin E. Trapp       | 19 novembre 1923 | 10 gennaio 1927  | Democratico  |
| 7  |      | Henry S. Johnston     | 10 gennaio 1927  | 20 marzo 1929    | Democratico  |
| 8  |      | William J. Holloway   | 20 marzo 1929    | 1º gennaio 1931  | Democratico  |
| 9  |      | William H. Murray     | 1º gennaio 1931  | 14 gennaio 1935  | Democratico  |
| 10 |      | E. W. Marland         | 14 gennaio 1935  | 9 gennaio 1939   | Democratico  |
| 11 |      | Leon C. Phillips      | 9 gennaio 1939   | 11 gennaio 1943  | Democratico  |
| 12 |      | Robert S. Kerr        | 11 gennaio 1943  | 13 gennaio 1947  | Democratico  |
| 13 |      | Roy J. Turner         | 13 gennaio 1947  | 8 gennaio 1951   | Democratico  |
| 14 |      | Johnston Murray       | 8 gennaio 1951   | 10 gennaio 1955  | Democratico  |
| 15 |      | Gary D. Raymond       | 10 gennaio 1955  | 12 gennaio 1959  | Democratico  |
| 16 |      | J. Howard Edmondson   | 12 gennaio 1959  | 6 gennaio 1963   | Democratico  |
| 17 |      | George Nigh           | 6 gennaio 1963   | 14 gennaio 1963  | Democratico  |
| 18 |      | Henry Bellmon         | 14 gennaio 1963  | 9 gennaio 1967   | Repubblicano |
| 19 |      | Dewey F. Bartlett     | 9 gennaio 1967   | 11 gennaio 1971  | Repubblicano |
| 20 |      | David Hall            | 11 gennaio 1971  | 13 gennaio 1975  | Democratico  |
| 21 |      | David L. Boren        | 13 gennaio 1975  | 8 gennaio 1979   | Democratico  |
| 22 |      | George Nigh           | 8 gennaio 1979   | 12 gennaio 1987  | Democratico  |
| 23 |      | Henry Bellmon         | 12 gennaio 1987  | 14 gennaio 1991  | Repubblicano |
| 24 |      | David Walters         | 14 gennaio 1991  | 9 gennaio 1995   | Democratico  |
| 25 |      | Frank Keating         | 9 gennaio 1995   | 13 gennaio 2003  | Repubblicano |
| 26 |      | Brad Henry            | 13 gennaio 2003  | 10 gennaio 2011  | Democratico  |
| 27 |      | Mary Fallin           | 10 gennaio 2011  | 14 gennaio 2019  | Repubblicano |
| 28 |      | Kevin Stitt           | 14 gennaio 2019  | in carica        | Repubblicano |